# 胡維新
胡維新（1534年—？），字文化，號雲屏，浙江紹興府餘姚縣人，軍籍，明朝政治人物。

## 生平
嘉靖三十七年（1558年）中式戊午科浙江鄉試第五十七名舉人。嘉靖三十八年（1559年）聯捷己未科會試第一百八名，三甲第七名進士。授福建长汀县知县，改行人司行人，四十二年十一月考选，授江西道试御史，四十三年三月实授，巡按直隶宣大。隆庆初，弹劾吏部尚书杨博考察不公状。后出任镇江府知府，隆庆五年三月升甘肃行太仆寺少卿。后降陕西佥事，万历二年升山西副使，三年九月调云南副使、提调学政，七年四月复除为河南副使，整饬大名兵备，八年八月升广西右参政，十一年正月考察。十九年（1591年）四月改补陕西右参政，驻札肃州。所编《两京遗编》被《四库全书》著录。

## 家族
曾祖胡禮；祖父胡軒，两淮運使 贈中大夫；父胡安，廣西按察司副使。母謝氏（封安人）。严侍下。